# Gare de Laigneville
Gare de Laigneville vasútállomás Franciaországban, Laigneville településen.

## Vasútvonalak
Az állomást az alábbi vasútvonalak érintik:
- Párizs-Lille-vasútvonal

## Kapcsolódó állomások
A vasútállomáshoz az alábbi állomások vannak a legközelebb:
- Gare de Creil
- Gare de Liancourt - Rantigny